# Uri (Sardinien)

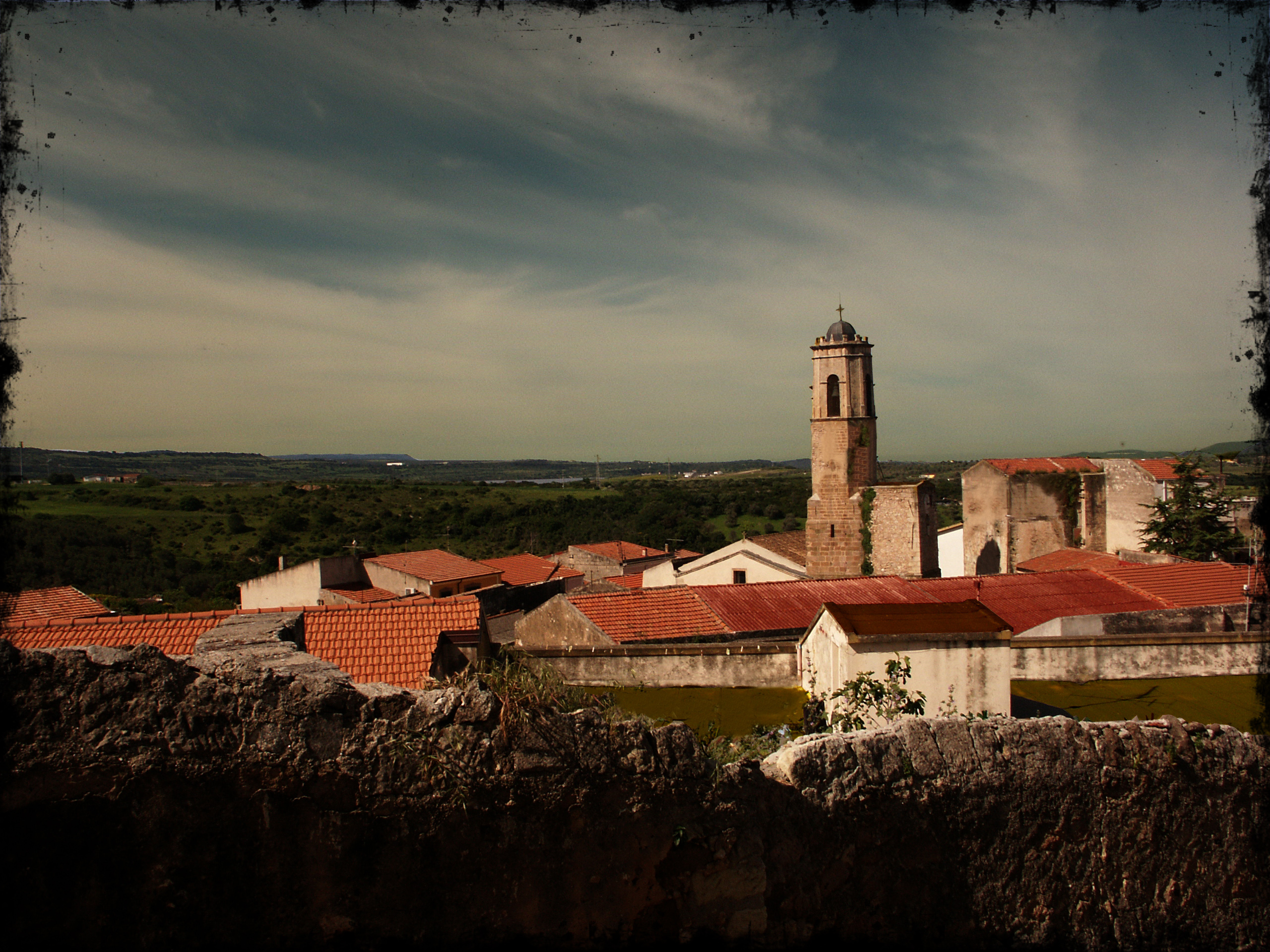
Blick auf Uri

Uri ist eine italienische Gemeinde (comune) mit 2842 Einwohnern (Stand 31. Dezember 2023) in der Metropolitanstadt Sassari auf Sardinien. Die Gemeinde liegt etwa 11 Kilometer südwestlich von Sassari. Im Gemeindegebiet liegt der Stausee Lago del Cuga (ital. Bacino Artificiale del Cuga).

## Sehenswürdigkeiten
Im Gemeindegebiet finden sich Reste der Nuraghenkultur aus der Zeit zwischen 1700 und 200 vor Christus. In der Gemeinde liegt die Nuraghensiedlung Santa Caterina. Bedeutend sind auch die Ruinen der Paulus-Abtei an der Gemeindegrenze zu Ittiri.

## Verkehr
In Uri kreuzen sich in der kleinen Ortschaft Cantoniera Scala Cavalli die Strada Statale 131bis Carlo Felice und die Strada Statale 127bis Settentrionale Sarda.